# スタックシステム
株式会社スタックシステム（すたっくしすてむ、英: STACK SYSTEM Co.,Ltd）は、埼玉県所沢市に本社を置く臨床検査・研究等の検体前処理機、検体精密分注機の製造メーカー。

## 概要
1983年、スタックシステム創業者の西野光夫(福井県出身)が、前身のA-take Industryにて世界初の自動10連精密分注機を開発。1990年、株式会社スタックシステムを創業。以降、検査センターや病院向け自動検体前処理及び、検体精密分注機等を開発・製作。新型コロナウイルス蔓延時には、検体処理能力が最大13,000検体/日の新型コロナウイルス全自動多検体検査装置を設計・開発・製造した。

## 沿革
- 1990年（平成2年）- 株式会社スタックシステム設立。
- 1991年（平成3年）- マストイムノ・アッセイ用の高速自動処理装置を開発。
- 1996年（平成8年）- ヨーロッパ向け検体分注ユニット輸出開始。
- 2003年（平成15年）- 8㎜厚の超小型ピペットの開発、特許申請。
- 2015年（平成27年）- 臨床機器に組込み可能な小型のロボットアーム開発。
- 2016年（平成28年）- ロボティックアーム使用の自動遠心分離機試作機開発。ロボティックアーム用の小型サーボモータ試作完成。
- 2020年（令和2年）- 埼玉県所沢市に本社移転。同施設内に臨床検査室を併設。